# Sayid Jarrah
Pour les articles homonymes, voir Jarrah (homonymie).
Sayid Jarrah est un personnage fictif du feuilleton télévisé Lost : Les Disparus. Il est interprété par l'acteur Naveen Andrews.
Autrefois membre de la Garde républicaine irakienne, ce personnage possède diverses connaissances techniques, de par son passé dans l'armée où il a appris à réparer des radios, construire un radar ou fabriquer des antennes. C'est un personnage important pour la contribution technique qu'il apporte au groupe.

## Biographie fictive

### Avant le crash
Sayid, né en 1966, est le fils d'un héros de guerre irakien de la guerre Iran-Irak. Sayid a servi en tant qu'officier de communications dans la garde républicaine irakienne. Pendant la guerre du Golfe, la base dans laquelle travaille Sayid est contrôlée par les Américains. Puisqu'il est le seul Irakien de son escouade à parler anglais, il est forcé par Sam Austen, le père de Kate Austen, d'interroger son officier supérieur au sujet d'un pilote Américain disparu. Quand Sayid apprend que son officier supérieur est responsable de la mort de ses parents lors d'une attaque de son village par un gaz toxique, son ravisseur principal, Kelvin Inman, pousse Sayid à le torturer pour savoir où se trouve le pilote. À la fin de la guerre, Sayid est libéré et retourne dans la garde républicaine où il devient tortionnaire. Lorsqu'il est chargé d'interroger son amie d'enfance Nadia, Sayid tombe amoureux d'elle et ne la torture pas. Il l'aide à s'échapper avant qu'elle ne se fasse exécuter.
Quelque temps après, Sayid quitte la garde républicaine irakienne afin de retrouver Nadia. Il voyage par la suite à Paris, où il travaille en tant que chef. Un jour, un homme identifie Sayid comme l'homme qui a torturé son épouse et le séquestre. Quand sa femme affronte Sayid, il admet finalement l'avoir torturé et lui fait des excuses avant d'être libéré. En Angleterre, Sayid est pris par l'ASIS et la CIA qui lui proposent un marché : si Sayid infiltre une cellule terroriste à Sydney, dont il connait un des membres, et découvre le C-4 volé, ils lui diront où se trouve Nadia.
Sayid accepte et rencontre en Australie son ancien compagnon de chambre de l'université du Caire, Essam. Sayid convainc Essam de devenir un martyr afin de récupérer les explosifs volés. Au dernier moment, Sayid admet qu'il travaille avec la CIA pour permettre à son ami de s'échapper mais Essam se tire une balle dans la tête. La CIA indique à Sayid le lieu où se situe Nadia et lui donne un billet d'avion pour Los Angeles. Sayid reporte d'un jour son retour afin de faire enterrer le corps d'Essam et prend ainsi le vol Oceanic 815.

### Après le crash
Après le crash du vol Oceanic 815, Sayid répare la radio récupérée dans le cockpit et mène un groupe dans la jungle afin d'envoyer un signal de détresse. Cependant, il reçoit un message en boucle enregistré par Danielle Rousseau seize ans auparavant l'empêchant d'envoyer ou de recevoir tout autre signal. Il essaye de localiser l'origine du message mais est assommée par Locke. Quand Shannon souffre d'une grave crise d'asthme, Sayid interroge brutalement Sawyer afin d'essayer de récupérer les recharges de Shannon. Après avoir manqué à sa promesse de ne plus jamais torturer, Sayid quitte la plage pour explorer l'île. Dans la jungle, il est capturé par Rousseau mais parvient à s'enfuir. Lors de son retour, il demande de l'aide à Shannon pour traduire des cartes volées à Danielle avec qui il tisse des liens. Après la mort de Boone, Shannon s'apprête à tirer sur Locke mais Sayid l'en empêche. Après cela, Sayid demande à Locke de l'emmener jusqu'à la trappe mais s'oppose à l'idée de l'ouvrir,. Rousseau arrive par la suite sur la plage pour enlever le bébé de Claire mais Sayid et Charlie parviennent à la retrouver et ramènent le bébé au camp.
Shannon indique à Sayid qu'elle a vu Walt dans la jungle mais il pense qu'elle a rêvé. Shannon veut partir à sa recherche et Sayid lui dit qu'il l'aime et qu'il ne la laissera jamais. Lorsqu'ils voient Walt, Shannon se précipite après lui et se fait tirer dessus par Ana Lucia avant de mourir dans les bras de Sayid. Ana Lucia l'attache et l'interroge. Elle libère ensuite Sayid, laisse tomber son arme, et défie Sayid de prendre sa revanche, mais il refuse. Quelque temps après, Danielle emmène Sayid à un homme qu'elle a capturé, qu'elle suspecte être un « Autre ». L'homme s'identifie comme s'appelant Henry Gale et dit il s'être écrasé en montgolfière sur l'île il y a environ quatre mois. Sayid l'amène à la trappe et essaye d'en savoir plus sur lui en le torturant jusqu'à ce qu'il soit arrêté par Jack. Dans la jungle, Sayid, Charlie, et Ana Lucia découvrent finalement la tombe de Henry Gale ainsi que le ballon. Quand Sayid apprend le retour de Michael, les décès d'Ana Lucia et de Libby et l'évasion de Henry Gale, Sayid annonce à Jack qu'il ne fait pas confiance à Michael lorsque ce dernier veut conduire Jack, Kate, Sawyer et Hurley jusqu'au camp des « Autres » pour sauver son fils. Sayid demande à Jin de l'accompagner sur le bateau de Desmond, mais Sun insiste pour se joindre à eux. Lorsqu'ils arrivent au camp des « Autres », ils comprennent qu'il s'agissait d'un leurre.
Sayid monte un plan visant à enlever deux « Autres » afin de les interroger mais le plan échoue lorsque, pendant que Sayid et Jin se trouvent sur la plage, les « Autres » arrivent par la mer et prennent leur bateau. Sun parvient néanmoins à s'échapper du bateau et tous les trois repartent au camp. Quand Kate et Sawyer reviennent, Sayid se joint à Locke, Kate et Rousseau pour sauver Jack. Ils arrivent à la station « La Flamme », où ils rencontrent Mikhail. Après avoir découvert qu'il fait partie des « Autres », Sayid et Kate l'attachent. Sayid entre dans le sous-sol de la station et prend quelques cartes des différentes stations. Ils découvrent ainsi l'emplacement des baraquements mais ils sont arrêtés par une clôture à ultrasons qu'ils franchissent en passant par-dessus après que Mikhail s'est effondré. Ils arrivent plus tard au camp des « Autres » où ils observent Jack, libre, vivant avec eux. La nuit suivante, Sayid et Kate infiltrent les baraquements mais sont capturés par les « Autres ». Le jour suivant, ils sont endormis par un gaz et retrouvent le camp déserté par les « Autres », à l'exception de Juliet. Sayid retourne donc à la plage avec Jack, Kate et Juliet. Quelque temps après, Jack et Juliet lui révèlent leur plan visant à détruire les « Autres ». Quand Karl les avertit de leur arrivée imminente, Sayid reste sur la plage pour détoner la dynamite avec Jin et Bernard. La nuit suivante, Sayid et Bernard tirent sur leur cible, mais Jin rate la sienne et ils sont capturés par trois « Autres ». Hurley, Sawyer et Juliet parviennent néanmoins à les secourir.
Après avoir contacté le Kahana, Jack et Locke ont une confrontation et Sayid choisit de rester avec Jack. Lorsque l'hélicoptère piloté par Lapidus arrive sur l'île, Sayid est chargé de retrouver Charlotte, prisonnière de Locke aux baraquements, afin de pouvoir monter dans l'hélicoptère. Sayid procède donc à un échange avec Locke et parvient à ramener Charlotte. Sayid et Desmond montent dans l'hélicoptère mais pendant le voyage, Sayid est témoin des voyages dans le temps de Desmond. Sur le cargo, Sayid aide Desmond à communiquer avec Penny afin d'arrêter ses voyages. Plus tard, ils rencontrent le capitaine du cargo qui leur indique que son employeur est Charles Widmore. Ils retrouvent également Michael Dawson qui leur révèle être un espion de Ben. Par crainte des intentions de Keamy, Sayid persuade le capitaine de leur donner un canot pneumatique pour retourner sur l'île, espérant sauver les survivants présents sur l'île en les amenant sur le cargo. Sayid revient sur la plage à bord du canot puis se rend dans la jungle avec Kate pour retrouver Jack et Sawyer. Ils sont ensuite capturés par Richard Alpert et le reste des « Autres » avec qui ils attirent avec succès Keamy et ses mercenaires dans un guet-apens. Ils vont alors dans l'hélicoptère avec Jack, Hurley, Sawyer et Lapidus, mais Sawyer saute pour réduire le poids. Lorsque l'hélicoptère se pose sur le cargo, ils sont prévenus que le bateau est sur le point d'exploser. L'hélicoptère quitte ainsi le cargo avant de prendre à son bord Desmond, Sun et Aaron. Après la disparition de l'île, ils sont par la suite retrouvés en mer par Penelope Widmore.

### Après l'île
Lors de la conférence de presse tenue par Oceanic Airlines, Sayid retrouve finalement Nadia, avec qui il se marie par la suite. Cependant, leur  bonheur prend fin lorsque Nadia est tuée, renversée par une voiture. Sayid aurait également pu être tué sans l'intervention de Jacob qui, en tant que touriste, demanda à Sayid sa direction, l'empêchant ainsi de traverser la route à cet instant. À l'enterrement tenu dans son pays d'origine, Sayid repère Ben en train de l'espionner, qui lui indique l'identité du meurtrier de Nadia que Sayid tue en tirant à plusieurs reprises. Après cet événement, Sayid commence à travailler pour Ben comme assassin, après avoir été informé que la mort de Nadia faisait partie d'un plus grand plan orchestré par Charles Widmore. 
Après avoir tué tous les hommes travaillant pour Widmore, Sayid travaille pour une organisation humanitaire en République dominicaine où John Locke lui rend visite et lui demande de retourner avec lui sur l'île, mais il refuse. À Los Angeles, Sayid tue un homme qui surveillait l'hôpital psychiatrique de Santa Rosa, et emmène Hurley hors de l'établissement. 
Lorsque Sayid est atteint par des flèches tranquillisantes lors d'un combat à son motel, Hurley l'emmène chez lui et demande à son père de le conduire jusqu'à Jack à l'hôpital,. À son réveil, Sayid refuse de coopérer avec Jack et le plan de Ben consistant à renvoyer chacun sur l'île ; il apparaît cependant le jour suivant escorté par Ilana Verdansky à bord de l'avion Ajira 316.

### Retour sur l'île
La première apparition sur l'île de Sayid a lieu en 1977, quand il disparait avec Jack, Kate, et Hurley du vol Ajira 316. Il est capturé par Jin près de la station « La Flamme ». En tant que prisonnier aux baraquements, Sayid rencontre le jeune Ben. En dépit des tentatives par Sawyer d'essayer d'accélérer son évasion, il refuse de coopérer, le menant à être interrogé par Oldham, un « Autre » qui lui administre un sérum de vérité. Plus tard, Ben met le feu à un véhicule en guise de diversion pour aider Sayid à s'évader dans l'espoir qu'il le prendra avec lui au camp des « Autres ». Cependant, pendant l'évasion, Sayid tire sur Ben, le laissant pour mort avant de s'échapper dans la jungle. 
Sayid réapparaît alors que Jack, Kate, Richard, Eloise Hawking et un « Autre » se dirigent à l'emplacement où se situe la bombe à hydrogène. Il tire sur l'« Autre » lorsque ce dernier menace de tirer sur Kate. Peu avant l'incident, Sayid et Jack tentent de faire exploser le noyau de la bombe à hydrogène à la station « Le Cygne » mais ils sont découverts par Roger Linus, et Sayid se fait tirer dessus. Il est transporté au fourgon Dharma où Hurley et Miles déclarent que Sayid mourra probablement de ses blessures.
Sayid est emmené au temple par Hurley et certains des autres survivants afin de le guérir. Il est plongé dans un bassin mais cette tentative échoue et Sayid meurt. Cependant, bien que sa mort est confirmée, Sayid se relève deux heures plus tard. Il subit alors plusieurs tests de la part de Dogen auxquels il échoue et Dogen le considère comme « infecté ». Ce dernier le charge de tuer le « monstre de fumée » avec un couteau mais sans succès. Le monstre, sous l'apparence de Locke, charge alors Sayid de retourner au temple et de prévenir les « Autres » que ceux qui ne le rejoindront pas mourront. Après l'attaque du monstre, Sayid le suit dans la jungle avec les « Autres » survivants, Kate et Claire. Plus tard, l'homme en noir, toujours sous l'apparence de Locke, demande à Sayid d'espionner Charles Widmore et son équipe sur l'autre île. Sayid accepte, mais à ce moment, il mentionne qu'il est dépourvu de toute émotion : la douleur, le bonheur, etc. En arrivant sur le rivage de la seconde île, il découvre Desmond traîné hors du sous-marin de Widmore par deux de ses hommes. Sayid tue alors plusieurs hommes de Widmore et Desmond le suit. Le lendemain, il l'attache à un arbre et va chercher l'homme en noir. Sayid est ordonné de retourner à leur camp. Juste après le retour de l'homme en noir, Hurley, Jack, Frank et Sun arrivent. Lorsque l'équipe de Widmore menace d'attaquer leur camp avec des obus d'artillerie, l'homme en noir ordonne à chacun de se préparer à quitter le camp et demande à Sayid de tuer Desmond. Sayid se dirige vers un puits où Desmond a été poussé par l'homme en noir, mais au lieu de le tuer, s'entretient avec lui sur Nadia. Sayid rattrape ensuite l'homme en noir et ment en lui disant qu'il a tué Desmond. Plus tard, Sayid, Jack, Kate, Sawyer, Hurley, Jin, Sun et Frank prennent le sous-marin de Widmore et quittent l'île sous les yeux de Claire et de l'homme en noir. Cependant, l'homme en noir, se doutant de leurs intentions, avait mis une bombe dans le sac de Jack. Sayid dit alors à Jack où se trouve Desmond puis se sacrifie pour sauver les autres, en éloignant le plus possible la bombe de ses camarades jusqu'à son explosion.

### Réalité alternative
Dans la réalité alternative, Sayid continue de se racheter pour ses actions. Il travaille maintenant pour une compagnie pétrolière. Il s'est envolé pour Los Angeles pour voir Nadia, mais estimant qu'il ne la méritait pas, il l'a poussé vers son frère, Omer, qui sont maintenant mariés avec enfants. Une nuit, Omer demande l'aide de Sayid contre un usurier mais ce dernier répond qu'il n'est plus l'homme qu'il était. Le lendemain, Omer a été attaqué et les hommes responsables viennent à Sayid et l'emmènent dans le restaurant de l'usurier, Martin Keamy. Keamy essaye de lui faire payer la dette d'Omer mais Sayid utilise l'un des hommes en tant que bouclier humain et tire sur Keamy et ses hommes. En partant, il trouve un prisonnier, Jin, dans le congélateur, et il lui donne un cutter pour se libérer. La bande de la caméra qui l'a filmé fuyant le carnage atterrit alors à la police de Los Angeles et Sayid est arrêté par Sawyer. Plus tard, alors que Sayid, Desmond et Kate sont en détention, Desmond propose de l'aider à s'échapper en échange d'une faveur future et Sayid accepte. Lorsqu'ils sont escortés, l'agent Ana-Lucia les libère en échange d'un pot de vin de Hurley. Hurley conduit ensuite Sayid devant un bar où il va au secours de Shannon, lors d'une bagarre entre un homme et Boone. Shannon et Sayid se souviennent alors de leur vie sur l'île. Tous les deux sont par la suite présents ensemble dans l'église avec les autres rescapés de l'île.